# Reaktorkern

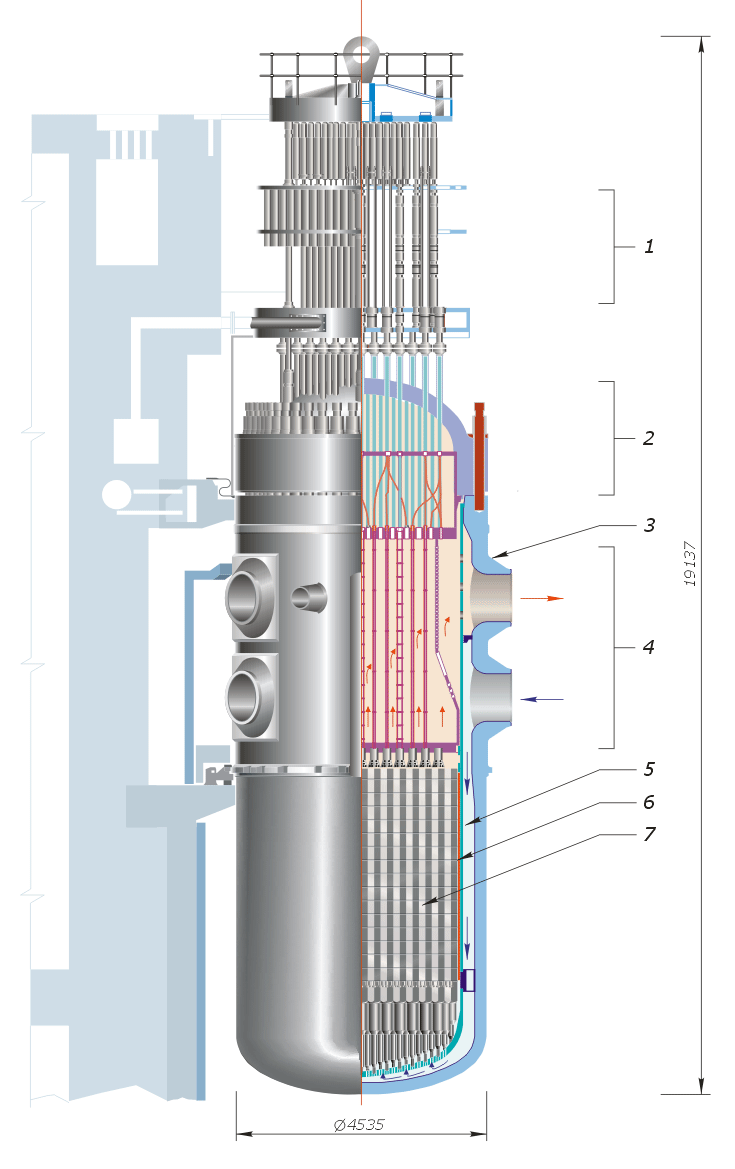
Am Beispiel des russischen Druckwasserreaktors WWER-1000: Im unteren Teil des Reaktordruckbehälters befindet sich der Reaktorkern (6) mit den Brennstoffkassetten (7)

Der Reaktorkern (englisch Nuclear reactor core), auch Aktive Zone, ist der Teil eines Kernreaktors, der den Kernbrennstoff enthält und in dem die Kettenreaktion abläuft.
Man beachte: Die Eindeutschung von Nuclear reactor core in Reaktorkern ist ungünstig. Deutscht man Core mit Kern ein, müsste man konsequenterweise von Kernreaktorkern sprechen. Das bedeutet, dass der Wortbestandteil Kern in einem Wort in zwei völlig unterschiedlichen Bedeutungen vorkommt. Die Reaktorphysiker und -techniker der ehemaligen DDR verwendeten deshalb die dem Englischen angepasste Bezeichnung Kernreaktorcore, kurz Reaktorcore, oder seltener, analog zum Russischen, Aktive Zone (russisch Активная зона).
Die Größe und Masse des Reaktorkerns eines Kernkraftwerks hängen von der Reaktorleistung und vom Reaktortyp ab. Bezogen auf eine elektrische Leistung von 1 Gigawatt (zum Vergleich: Ein Block des Kernkraftwerks Biblis hatte eine Leistung von etwa 1,3 Gigawatt) beträgt die Masse des Kernbrennstoffinventars
- bei einem Druckwasserreaktor (DWR): 80 t
- bei einem Siedewasserreaktor (SWR): 120 t
- bei einem Schwerwasserreaktor (HWR): 115 t
- bei einem Magnox-Reaktor (GGR): 900 t
- bei einem Fortschrittlichen Gasgekühlten Reaktor (AGR): 170 t
- bei einem Hochtemperaturreaktor (HTR): 24 t
- bei einem Wassergekühlten Graphitmoderierten Reaktor (LWGR): 190 t
- bei einem Schnellen Brutreaktor (SBR): 76 t

Der Reaktorkern befindet sich bei den meisten Reaktortypen innerhalb eines Reaktordruckbehälters und dieser innerhalb des Sicherheitsbehälters (auch Containment genannt). Bei Kernkraftwerken wird die im Reaktorkern entstehende Wärme zur Erzeugung von Wasserdampf genutzt. Dieser treibt dann im konventionellen Teil des Kraftwerks eine Turbine und damit den Generator an.
Der Reaktorkern ist räumlich meist in verschiedene Zonen aufgeteilt. Die zentrale Spaltzone, in der die leistungserzeugende Kettenreaktion erfolgt, kann beispielsweise von einer Neutronen-Reflektorzone oder, im Brutreaktor, von der Brutzone (Brutmantel) umgeben sein.